# Pnina Rosenblum
Pnina Rosenblum (en hébreu : פנינה רוזנבלום), née le 30 décembre 1954 à Petah Tikva, est une personnalité des médias, femme d'affaires et femme politique israélienne.

## Biographie
Pnina Rosenblum est née à Petah Tikva en Israël, issue d'une famille juive d'origine allemande et irakienne. Elle commence sa carrière en tant que mannequin mais aussi comme actrice, connue par les médias étrangers sous le nom de Pnina Golan. Elle poursuit pendant plusieurs années une carrière politique en tant que membre de la Knesset. En 1989, elle fonde sa propre société de cosmétiques, Pnina Rosenblum Ltd.

## Carrière dans les médias
Pnina Rosenblum commence sa carrière comme actrice en apparaissant dans quelques films israéliens comme Kasach (1984), Am Yisrael Hai (1981), Lo LeShidur (1981), Les Impitoyables (1976) et Malkat HaKvish (1971). Elle entame ensuite une brève carrière de chanteuse en 1983, en représentant l'Israël au Concours Eurovision de la chanson. Sa performance intitulée Tamid Isha arrive en dernière position.
Elle participe à la cinquième saison de l'émission Rokdim Im Kokhavim, en 2010. C'est la version israélienne de Danse avec les stars.

## Carrière politique
En 1999, elle fonde avec Avi Balashnikov le parti indépendant de Tnufa afin de se présenter aux élections législatives de 1999. Bien que son parti n'ait pas réussi à franchir le seuil électoral, il obtenu bien plus de votes que d'autres partis mineurs comme le HaYerukim (parti israélien des Verts) et le Tsomet. Elle a ensuite rejoint le parti Likoud puis elle est devenue membre de la Knesset le 10 décembre 2005. Toutefois, son poste de membre de la Knesset a pris fin quelques mois après les élections législatives de mars 2006.

## Vie privée
Dans son autobiographie, Pnina Rosenblum déclare avoir eu plusieurs relations avec notamment le sénateur Edward Moore Kennedy et l'acteur Robert De Niro.
Elle épouse au début des années 1990 Moshe Haim, avec qui elle a adopté deux enfants. Après un divorce et un remariage, ils ont divorcé une seconde fois puis elle a épousé un homme d'affaires israélien.